# Camille et Kennerly Kitt
Camille et Kennerly Kitt sont des jumelles américaines. Elles sont actrices et harpistes électrique/acoustique, elles composent, arrangent et se produisent en tant que The Harp Twins. Les sœurs Kitt ont publié plus de 40 singles en ligne, et trois albums physiques. En tant qu'actrices, les jumelles harpistes sont apparues dans plusieurs films.

## Biographie
Les jumelles ont appris le piano enfants, puis la harpe au junior high school. Elles ont gagné l'argent de leurs premières harpes en faisant du babysitting et en promenant des chiens. Leur première harpe était un instrument d'occasion.
Les deux sœurs ont un Bachelor of Music degree en Harp Performance et un diplôme de Wheaton College Conservatory of Music, ; cependant, malgré leur formation classique, les jumelles Kitt  arrangent et jouent de la musique pop. Elles ont également une ceinture noire en Taekwondo, et ont donné des cours de Taekwondo. Kennerly s'est cassé deux doigts en sparring, et Camille a eu des points de suture au visage à la suite d'une blessure survenue en tenant une planche que Kennerly devait casser ; ces incidents les ont incitées à arrêter les arts martiaux, et à se concentrer sur la harpe.

## Carrière musicale
Camille and Kennerly forment un duo de harpe rock international, communément appelé the Harp Twins (les jumelles harpistes) ; elles sont surtout connues pour leurs arrangements de chansons de Iron Maiden, The Rolling Stones, Metallica, Lady Gaga, Blue Oyster Cult, AC/DC, Pink Floyd, Bon Jovi, Aerosmith, Rihanna, Guns N' Roses, U2, Coldplay, ou Journey, et de musique de jeux vidéo, films, et d'émissions de télévision,. Les jumelles harpistes ont posté 64 vidéos musicales sur YouTube ; leur reprise de Stairway to Heaven engrange deux millions de vues sur YouTube.
Bailey Johnson, de CBS News "Feed Blog", décrit leur arrangement de The Cranberries Zombie comme « elegant, wistful and an excellent tribute ». Mallika Rao, reporter artistique au Huffington Post dit de leur arrangement du thème de Game of Thrones : « Yes, there have been other attempts to cover Ramin Djawadi's haunting tune before, but this one is now the only one ». Megan Bledsoe, harpiste et théoricienne de la musique, remarque qu'alors que des groupes tels que Harptallica et the Harp Twins ouvrent de nouvelles perspectives sur les choix d'instrumentation précédents dans ces genres, elle note que « the resulting sound of these ensembles, which very closely resembles any harp duet throughout history... ultimately perpetuates the angelic, calm, feminine stereotypes of the instrument ». Jouant sur le contraste des styles, le groupe est publié dans le numéro de juin 2013 de Metal Hammer magazine.
En octobre 2014, les sœurs Kitt jouent au 8th annual World Harp Festival, à Asunción, au Paraguay, qui a rassemblé plus de 30 artistes nationaux et internationaux.
Camille et Kennerly jouent des Venus Classic Concert Grand pedal harps et Lyon & Healy Silhouette Electric lever harps.

## Carrière d'actrices
Camille et Kennerly ont interprété les Merry Christians dans le film Politics of Love, réalisé par William Dear, et les jumelles The Marcelli Twins dans la comédie noire pour adolescents blacktino, produite par Elizabeth Avellan. Camille et Kennerly apparaissent dans la bande annonce de blacktino. De plus, les Harp Twins font une apparition dans Delivery Man, avec Vince Vaughn.

## Discographie

### Albums
- Harp Attack (décembre 2013), reprises à la harpe de chanson rock et metal[17] :

| 1.  | Fear of the Dark      | 6:22 |
| 2.  | Send Me an Angel      | 4:20 |
| 3.  | Nothing Else Matters  | 5:33 |
| 4.  | Paint It Black        | 3:35 |
| 5.  | Don't Fear the Reaper | 4:19 |
| 6.  | It's My Life          | 2:32 |
| 7.  | Smoke On the Water    | 3:33 |
| 8.  | Wish You Were Here    | 3:22 |
| 9.  | Zombie                | 2:11 |
| 10. | With or Without You   | 3:04 |
| 11. | Sweet Child O' Mine   | 2:36 |
| 12. | Highway to Hell       | 2:21 |
| 13. | Stairway to Heaven    | 4:05 |
| 14. | Dream On              | 3:47 |

- Harp Fantasy (décembre 2013), reprises à la harpe de bandes sons de jeux vidéo, anime, films et émissions de télévision[17] :

| 1.  | Game of Thrones Main Title                    | 1:48 |
| 2.  | Star Trek Main Title                          | 2:00 |
| 3.  | Misty Mountains (de The Hobbit)               | 1:43 |
| 4.  | Mario: Rainbow Road / Dire Dire Docks         | 2:48 |
| 5.  | Doctor Who Theme                              | 2:02 |
| 6.  | The Rains of Castamere (de Game of Thrones)   | 2:45 |
| 7.  | Saint Seiya: Mime’s Requiem / Abel’s Harp     | 2:45 |
| 8.  | The Walking Dead Theme                        | 1:38 |
| 9.  | Final Fantasy: Prelude / To Zanarkand         | 3:40 |
| 10. | Silent Hill: Promise (Reprise) / Not Tomorrow | 4:56 |
| 11. | The Legend of Zelda: Ballad of the Goddess    | 1:44 |
| 12. | Hedwig’s Theme (de Harry Potter)              | 2:36 |
| 13. | Skyrim Main Theme (Dragonborn)                | 3:04 |
| 14. | Lord of the Rings Medley                      | 5:14 |

- Harp Attack 2 (février 2015), reprises à la harpe de chanson rock et metal[17] :

| 1.  | Dance of Death                                          | 7:12 |
| 2.  | Hotel California                                        | 4:57 |
| 3.  | Eye of The Tiger                                        | 2:40 |
| 4.  | The Unforgiven                                          | 4:58 |
| 5.  | Every Breath You Take                                   | 3:32 |
| 6.  | House of the Rising Sun                                 | 3:04 |
| 7.  | À Tout Le Monde                                         | 4:03 |
| 8.  | My Immortal                                             | 4:03 |
| 9.  | Sweet Dreams (Are Made of This)                         | 3:39 |
| 10. | Rhiannon                                                | 3:12 |
| 11. | Crazy Train                                             | 4:39 |
| 12. | The Bard's Song (In the Forest)                         | 3:38 |
| 13. | Carry On Wayward Son                                    | 3:16 |
| 14. | Don't Stop Believin'                                    | 2:23 |
| 15. | Hotel California (feat. Sonido Urbano & Kevin Bartlett) | 5:08 |

### Single
| Date de sortie    | Titre                                                                |
| ----------------- | -------------------------------------------------------------------- |
| 28 juin 2012      | Sweet Child O' Mine                                                  |
| 9 juillet 2012    | Highway to Hell                                                      |
| 9 juillet 2012    | Zombie                                                               |
| 9 juillet 2012    | Game of Thrones                                                      |
| 9 juillet 2012    | Stairway to Heaven                                                   |
| 7 novembre 2012   | Skyrim Main Theme (Dragonborn)                                       |
| 7 novembre 2012   | The Legend of Zelda: Skyward Sword (Ballad of the Goddess)           |
| 7 novembre 2012   | Greensleeves                                                         |
| 7 novembre 2012   | Silent Night                                                         |
| 7 novembre 2012   | O Holy Night                                                         |
| 7 novembre 2012   | Nothing Else Matters                                                 |
| 7 novembre 2012   | Final Fantasy: Prelude / To Zanarkand                                |
| 4 décembre 2012   | The First Noel                                                       |
| 4 décembre 2012   | Carol of the Bells                                                   |
| 8 janvier 2013    | Paint It Black                                                       |
| 26 janvier 2013   | Misty Mountains Cold (from "The Hobbit")                             |
| 5 février 2013    | The Walking Dead Theme                                               |
| 27 février 2013   | Fear of the Dark                                                     |
| 20 mars 2013      | Doctor Who Theme                                                     |
| 6 avril 2013      | The Rains of Castamere - Game of Thrones                             |
| 15 mai 2013       | Star Trek: The Next Generation (Main Title)                          |
| 25 mai 2013       | With or Without You                                                  |
| 25 mai 2013       | Wish You Were Here                                                   |
| 25 mai 2013       | It's My Life                                                         |
| 25 mai 2013       | Dream On                                                             |
| 25 mai 2013       | Don't Fear the Reaper                                                |
| 20 juin 2013      | Scarborough Fair                                                     |
| 6 juillet 2013    | Canon de Pachelbel en ré                                             |
| 9 juillet 2013    | Send Me an Angel                                                     |
| 30 juillet 2013   | Saint Seiya: Mime's Requiem / Abel's Harp                            |
| 19 août 2013      | Smoke On the Water                                                   |
| 11 septembre 2013 | Rainbow Road / Dire Dire Docks (de "Mario Kart" et "Super Mario 64") |
| 9 octobre 2013    | Amazing Grace                                                        |
| 21 octobre 2013   | Sweet Dreams (Are Made of This)                                      |
| 12 novembre 2013  | The Lord of the Rings                                                |
| 23 décembre 2013  | Downton Abbey Theme                                                  |
| 13 janvier 2014   | Eye of the Tiger                                                     |
| 9 février 2014    | Every Breath You Take                                                |
| 27 février 2014   | Hedwig's Theme (de Harry Potter)                                     |
| 25 mars 2014      | The House of the Rising Sun                                          |
| 21 avril 2014     | Promise (Reprise) / Not Tomorrow (from Silent Hill)                  |
| 13 mai 2014       | Dance of Death                                                       |
| 26 juillet 2014   | Crazy Train                                                          |
| 20 août 2014      | Star Wars                                                            |
| 22 septembre 2014 | Hotel California                                                     |
| 11 novembre 2014  | Don't Stop Believing                                                 |
| 22 novembre 2014  | The Bard's Song                                                      |
| 20 janvier 2015   | The Hanging Tree                                                     |
| 13 février 2015   | À tout le monde                                                      |

## Filmographie
- Delivery Man (2013)
- Politics of Love (2011)[18]
- blacktino (2011)
- T is for Twine (2011)
- Super Force 5 (2010)
- Elephant Medicine (2010)
- Inside America (2009)
- The End of Lost Beginnings (2009)
- Lost Along the Way (2008)